# Немачка на Зимским олимпијским играма 2018.
Немачка учествује на Зимским олимпијским играма 2018. које се одржавају у Пјонгчанг у Јужној Кореји од 9. до 25. фебруара 2018. године. Олимпијски комитет Немачке послао је 153 квалификованих спортиста у четрнаест спортова. 

## Освајачи медаља

### Злато
- Лаура Далмајер — Биатлон, спринт
- Андреас Велингер — Скијашки скокови, мала скаконица
- Арнд Пајфер — Биатлон, спринт
- Лаура Далмајер — Биатлон, потера
- Натали Гајзенбергер — Санкање, појединачно
- Ерик Френцел — Нордијска комбинација, мала скакаоница/10 км
- Тобијас Вендл, Тобијас Арлт — Санкање, парови
- Аљона Савченко, Бруно Масо — Уметничко клизање, спортски парови
- Натали Гајзенбергер, Јоханес Лудвиг, Тобијас Вендл, Тобијас Арлт — Санкање, штафета
- Франческо Фридрих, Торстен Маргис — Боб, двосед
- Јоханес Ридцек — Нордијска комбинација, велика скакаоница/10 км
- Маријама Јаманка, Лиза Буквиц — Боб, двосед
- Винценц Гајгер, Фабијан Рисле, Ерик Френцел, Јоханес Ридцек — Нордијска комбинација, екипно
- Франческо Фридрих, Канди Бауер, Мартин Гроткоп, Торстен Маргис — Боб, четворосед

### Сребро
- Катарина Алтхаус — Скијашки скокови, мала скаконица
- Дајана Ајтбергер — Санкање, појединачно
- Жаклин Лелинг — Скелетон, појединачно
- Андреас Велингер — Скијашки скокови, велика скакаоница
- Симон Шемп — Биатлон, масовни старт
- Карл Гајгер, Штефан Лајхе, Рихард Фрајтаг, Андреас Велингер — Скијашки скокови, велика скакаоница екипно
- Фабијан Рисле — Нордијска комбинација, велика скакаоница/10 км
- Селина Јорг — Сноубординг, паралелни велеслалом
- Нико Валтер, Кевин Куске, Александер Редигер, Ерик Франке — Боб, четворосед
- Репрезентација Немачке у хокеју на леду

### Бронза
- Јоханес Лудвиг — Санкање, појединачно
- Бенедикт Дол — Биатлон, потера
- Тони Егерт, Саша Бенекен — Санкање, парови
- Лаура Далмајер — Биатлон, појединачно
- Ерик Френцел — Нордијска комбинација, велика скакаоница/10 км
- Ерик Лесер, Бенедикт Дол, Арнд Пајфер, Симон Шемп — Биатлон, штафета
- Рамона Терезија Хофмајстер — Сноубординг, паралелни велеслалом

## Учесници по спортовима
| Спорт                           | Мушкарци | Жене | Укупно |
| ------------------------------- | -------- | ---- | ------ |
| Алпско скијање                  | 6        | 6    | 12     |
| Биатлон                         | 6        | 6    | 12     |
| Боб                             | 14       | 8    | 22     |
| Брзо клизање                    | 4        | 5    | 9      |
| Брзо клизање на кратким стазама | 0        | 2    | 2      |
| Нордијска комбинација           | 5        | 0    | 5      |
| Санкање                         | 7        | 3    | 10     |
| Скелетон                        | 3        | 3    | 6      |
| Скијашки скокови                | 5        | 4    | 9      |
| Скијашко трчање                 | 5        | 7    | 12     |
| Слободно скијање                | 3        | 6    | 9      |
| Сноубординг                     | 7        | 5    | 12     |
| Уметничко клизање               | 4        | 4    | 8      |
| Хокеј на леду                   | 25       | 0    | 25     |
| 14 спортова                     | 94       | 59   | 153    |